# So sánh các chương trình quản lý tải xuống
Danh sách các trình quản lý tải xuống khác nhau. Các chương trình được tô màu tím là các chương trình đã dừng phát triển.

## Các chương trình quản lý tải xuống

### Thông tin chung
| Phần mềm                                                                          | Bản ổn định mới nhất                                    | Giấy phép / Giá (Đô la Mỹ)                                             | Phần mềm quảng cáo, Phần mềm ác ý & Phần mềm gián điệp                                     | Giao diện dòng lệnh | Giao diện người dùng đồ họa | Giao diện web | Linux            | Windows                 | Mac OS X            |
| --------------------------------------------------------------------------------- | ------------------------------------------------------- | ---------------------------------------------------------------------- | ------------------------------------------------------------------------------------------ | ------------------- | --------------------------- | ------------- | ---------------- | ----------------------- | ------------------- |
| 4K Video Downloader                                                               | 3.0.2.1 (6 tháng 11 năm 2013)                           | Độc quyền / Freemium                                                   | No                                                                                         | Không               | Có                          | Không         | Có               | Có                      | Có                  |
| BitComet                                                                          | 1.37 (31 tháng 12 năm 2013) [±]                         | Độc quyền / phần mềm miễn phí                                          | Adware from version 0.85 to 0.97; Potentially sensitive information reported to BC Servers | Một phần            | Có                          | Có            | Không            | Có                      | Không               |
| Download Accelerator Manager Lưu trữ ngày 18 tháng 8 năm 2014 tại Wayback Machine | ?                                                       | Freeware, $24.95 for Ultimate                                          | No                                                                                         | ?                   | ?                           | ?             | ?                | Có                      | ?                   |
| Download Accelerator Plus                                                         | 10.0.5.7 (27 tháng 11 năm 2013)                         | Độc quyền / Adware Free, $24.95 for Premium                            | Adware on free version                                                                     | Có                  | Có                          | Có            | Không            | Có                      | Không               |
| Download Express                                                                  | 1.9.341 (27 tháng 6 năm 2007)                           | Độc quyền / phần mềm miễn phí, $9.95 for advanced mode                 | Không phát hiện                                                                            | Có                  | Có                          | Không         | Không            | Có                      | Không               |
| DownloadStudio                                                                    | 7.0.5.0 (20 tháng 10 năm 2011)                          | Shareware / $24.95                                                     | Không phát hiện                                                                            | Có                  | Có                          | Có            | Không            | Có                      | Không               |
| DownThemAll!                                                                      | 2.0.17 (30 tháng 4 năm 2014) [±]                        | GPL /                                                                  | Không phát hiện                                                                            | Không               | Có                          | Không         | Requires Firefox | Requires Firefox        | Requires Firefox    |
| EagleGet Lưu trữ ngày 3 tháng 5 năm 2013 tại Wayback Machine                      | 1.1.7.9 (18 tháng 2 năm 2014)                           | phần mềm miễn phí                                                      | ?                                                                                          | ?                   | ?                           | ?             | Không            | Có                      | Không               |
| FlashGet                                                                          | 3.7.0.1195 (10 tháng 1 năm 2012)                        | Độc quyền / phần mềm miễn phí                                          | Cydoor Pop-up ads, banners                                                                 | Không               | Có                          | Có            | Không            | Có                      | Không               |
| Folx                                                                              | 3.0.870 (9 tháng 10 năm 2013)                           | Shareware / $19.95                                                     | No                                                                                         | Có                  | Có                          | Có            | Không            | Không                   | Có                  |
| Free Download Manager                                                             | Bản mẫu:Bản ổn định mới nhất/Free Download Manager      | GPL /                                                                  | Software Informer (optional install)                                                       | Không               | Có                          | Không         | Không            | Có                      | Không               |
| Freemake Video Downloader                                                         | 3.0.0.20 (17 tháng 2 năm 2012)                          | Độc quyền / phần mềm miễn phí                                          | Không phát hiện                                                                            | Không               | Có                          | Không         | Không            | Có                      | Không               |
| Free Studio                                                                       | 6.3.1.514 (16 tháng 5 năm 2014)                         | Độc quyền / phần mềm miễn phí                                          | Adware Mobogenie (optional install)                                                        | Không               | Có                          | Không         | Không            | Có                      | Không               |
| FreshDownload                                                                     | ?                                                       | phần mềm miễn phí, name and e-mail required                            | ?                                                                                          | ?                   | ?                           | ?             | ?                | ?                       | ?                   |
| GetRight                                                                          | Bản mẫu:Bản ổn định mới nhất/GetRight                   | Độc quyền / $49.95 for Pro                                             | No                                                                                         | Có                  | Có                          | Có            | Không            | Có                      | Không               |
| Go!Zilla                                                                          | 5.03 (1 tháng 2 năm 2008)                               | Độc quyền / $19.95                                                     | None as of Version 5; Aureate adware prior to that                                         | Không               | Có                          | Có            | Không            | Có                      | Có                  |
| Internet Download Accelerator                                                     | 5.14.2.1329 (27 tháng 12 năm 2012)                      | Độc quyền / phần mềm miễn phí, $9.95 single/$24.95 family pack for Pro | Adware on free version                                                                     | Không               | Có                          | Không         | Không            | Có                      | Không               |
| Internet Download Manager                                                         | 6.19 Build 2 (21 tháng 2 năm 2014)                      | Độc quyền / $29.95                                                     | Không phát hiện                                                                            | Có                  | Có                          | Không         | Không            | Có                      | Không               |
| JDownloader                                                                       | 0.9.581 (19 tháng 1 năm 2011)                           | GPL /                                                                  | Adware Mobogenie (optional install); Adware browser hijacker Mysearchdial (Mandatory)      | Không               | Có                          | Có            | Có               | Có                      | Có                  |
| Jigdo                                                                             | 0.7.3-3 (8 tháng 5 năm 2006)                            | GPLv2 /                                                                | No                                                                                         | Có                  | Không                       | Không         | Có               | Có                      | Có                  |
| KGet                                                                              | Bản mẫu:Bản ổn định mới nhất/KDE Software Compilation 4 | GPL /                                                                  | Không phát hiện                                                                            | Có                  | Có                          | Không         | Có               | Part of KDE for Windows | Part of KDE for Mac |
| MiniDM                                                                            | 2.5.1 (2 tháng 6 năm 2010)                              | Độc quyền / Freeware                                                   | Không phát hiện                                                                            | Không               | Có                          | Không         | Không            | Có                      | Không               |
| MLDonkey                                                                          | 3.1.5 (22 tháng 3 năm 2014) [±]                         | GPL /                                                                  | Không phát hiện                                                                            | Có                  | Có                          | Có            | Có               | Có                      | Không               |
| Shareaza                                                                          | 2.7.6.0 (18 tháng 7 năm 2014) [±]                       | GPL /                                                                  | Original Client: Không phát hiện                                                           | Có                  | Có                          | Có            | Không            | Có                      | Không               |
| Phần mềm                                                                          | Bản ổn định mới nhất                                    | Giấy phép / Giá (Đô la Mỹ)                                             | Phần mềm quảng cáo, Phần mềm ác ý & Phần mềm gián điệp                                     | Giao diện dòng lệnh | Giao diện người dùng đồ họa | Giao diện Web | Linux            | Windows                 | Mac OS X            |

## Cácgiao thứchỗ trợ
|                               | HTTP | HTTPS | FTP   | SFTP  | MMS   | RTSP  | BitTorrent | Metalink | Podcast | RTMP  | Edonkey |
| ----------------------------- | ---- | ----- | ----- | ----- | ----- | ----- | ---------- | -------- | ------- | ----- | ------- |
| aria2                         | Có   | Có    | Có    | Không | Không | Không | Có         | Có       | Không   | Không | Không   |
| axel                          | Có   | Có    | Có    | Không | Không | Không | Không      | Không    | Không   | Không | Không   |
| BlackWidow                    | Có   | Có    | Có    | Không | Không | Không | Không      | Không    | Không   | Không | Không   |
| BrownRecluse                  | Có   | Có    | Có    | Không | Không | Không | Không      | Không    | Không   | Không | Không   |
| Connectfusion                 | Có   | Có    | Có    | Không | Không | Không | Không      | Không    | Không   | Không | Không   |
| Download Accelerator Plus     | Có   | Không | Có    | Có    | Không | Không | Không      | Không    | Không   | Không | Không   |
| Downloader for X              | Có   | ?     | Có    | Không | Không | Không | Không      | Không    | Không   | Không | Không   |
| Download Express              | Có   | Có    | Có    | Không | Không | Không | Không      | Không    | Không   | Không | Không   |
| DownloadStudio                | Có   | Có    | Có    | Không | Có    | Có    | Không      | Không    | Có      | Không | Không   |
| DownThemAll!                  | Có   | Có    | Có    | Không | Không | Không | Không      | Có       | Không   | Không | Không   |
| Eon Netminder                 | Có   | Không | Có    | Có    | Không | Không | Không      | Không    | Không   | Không | Không   |
| Faster Downloader             | Có   | Có    | Có    | Không | Không | Không | Không      | Không    | Có      | Không | Không   |
| FlashGet                      | Có   | Có    | Có    | Không | Có    | Có    | Có         | Không    | Không   | Không | Có      |
| Free Download Manager         | Có   | Có    | Có    | Không | Không | Không | Có         | Có       | Không   | Không | Không   |
| Fresh Download                | Có   | Có    | Có    | Không | Không | Không | Không      | Không    | Không   | Không | Không   |
| Getleft                       | Có   | Không | Có    | ?     | Không | Không | Không      | Không    | Không   | Không | Không   |
| GetGo Download Manager        | Có   | Không | Có    | Không | Có    | Không | Không      | Không    | Không   | Không | Không   |
| GetRight                      | Có   | Có    | Có    | Không | Không | Không | Có         | Có       | Có      | Không | Không   |
| Gigaget                       | Có   | Có    | Có    | Không | Có    | Có    | Không      | Không    | Không   | Không | Không   |
| iGetter                       | Có   | Có    | Có    | Không | Không | Không | Không      | Không    | Không   | Không | Không   |
| Internet Download Accelerator | Có   | Có    | Có    | Không | Không | Không | Không      | Không    | Không   | Không | Không   |
| Internet Download Manager     | Có   | Có    | Có    | Không | Có    | Không | Không      | Không    | Không   | Không | Không   |
| KGet                          | Có   | Có    | Có    | ?     | Không | Không | Không      | Có       | Không   | Không | Không   |
| Mass Downloader               | Có   | Có    | Có    | Không | Có    | Có    | Không      | Không    | Không   | Không | Không   |
| Metalink Checker              | Có   | Có    | Có    | Không | Không | Không | Không      | Có       | Không   | Không | Không   |
| MiniDM                        | Có   | Có    | Có    | Không | Không | Không | Không      | Không    | Không   | Không | Không   |
| MLDonkey                      | Có   | ?     | Có    | ?     | Không | Không | Có         | ?        | Không   | Không | Có      |
| mulk                          | Có   | Có    | Có    | Không | Không | Không | Không      | Có       | Không   | Không | Không   |
| Net Transport                 | Có   | Có    | Có    | Có    | Có    | Có    | Có         | Có       | Không   | Có    | Có      |
| Orbit Downloader              | Có   | Có    | Có    | Không | Có    | Có    | Không      | Có       | Không   | Có    | Không   |
| ReGet                         | Có   | Có    | Có    | Có    | Có    | Có    | Không      | Không    | Không   | Không | Không   |
| Retriever                     | Có   | Có    | Có    | Không | Không | Không | Có         | Có       | Không   | Không | Không   |
| Shareaza                      | Có   | Có    | Có    | ?     | Không | Không | Có         | Không    | Không   | Không | Có      |
| Speed Download                | Có   | Không | Không | Không | Không | Không | Không      | Không    | Không   | Không | Không   |
| Speed Download                | Có   | Có    | Có    | Không | Không | Không | Không      | Có       | Không   | Không | Không   |
| TrueDownloader                | Có   | Không | Có    | Không | Không | Không | Không      | Không    | Không   | Không | Không   |
| UrlGfe                        | Có   | Có    | Có    | Có    | Không | Không | Không      | Không    | Không   | Không | Không   |
| wxDownload Fast               | Có   | Không | Có    | Không | Không | Không | Không      | Có       | Không   | Không | Không   |
|                               | HTTP | HTTPS | FTP   | SFTP  | MMS   | RTSP  | BitTorrent | Metalink | Podcast | RTMP  | eMule   |

## Chức năng
|                               | Tích hợp vào trình duyệt web | Resume   | tăng tốc tải xuống | URLs per file  | Mirror search                | Auto dial/hangup | Categorized downloads | Cookies import | Giới hạn tốc độ | Duyệt file | Xem trướcZIP | Hỗ trợ Add-on | Kiểm tra Checksum |
| ----------------------------- | ---------------------------- | -------- | ------------------ | -------------- | ---------------------------- | ---------------- | --------------------- | -------------- | --------------- | ---------- | ------------ | ------------- | ----------------- |
| aria2                         | Không                        | Có       | Có                 | ?              | Không                        | Không            | Không                 | Có             | Có              | Không      | Không        | Không         | Có                |
| axel                          | Không                        | Có       | Có                 | không giới hạn | Có                           | Không            | Không                 | Không          | Có              | Không      | Không        | Không         | Không             |
| BlackWidow                    | Có                           | Có       | Có                 | ?              | Có                           | Không            | Có                    | Có             | Có              | Có         | Không        | Scripting     | Có                |
| BrownRecluse                  | Có                           | Có       | Có                 | ?              | Có                           | Không            | Có                    | Có             | Có              | Có         | Không        | Programmable  | Có                |
| Download Accelerator Plus     | Có                           | Có       | Có                 | ?              | Có                           | Có               | Có                    | Có             | Có              | Có         | Có           | ?             | ?                 |
| Downloader for X              | Có                           | Có       | Có                 | ?              | Có                           | Có               | Không                 | Có             | Có              | Không      | Không        | Không         | Không             |
| Download Express              | Có                           | Có       | Có                 | 1              | Không                        | Advanced mode    | Có                    | Có             | Có              | Không      | Không        | Không         | Không             |
| DownloadStudio                | Có                           | Có       | Có                 | không giới hạn | Không                        | Không            | Có                    | Có             | Có              | Có         | Không        | Không         | Không             |
| DownThemAll!                  | Mozilla based browsers       | Có       | Có                 | ?              | Không                        | Không            | Không                 | Không          | Không           | Không      | Không        | Không         | Có                |
| Eon Netminder                 | Không                        | Một phần | Có                 | không giới hạn | Không                        | Không            | Có                    | Có             | Không           | Không      | Không        | Không         | Không             |
| Faster Downloader             | Có                           | Có       | Có                 | 1              | Không                        | Không            | Có                    | Có             | Có              | Không      | Không        | Không         | Không             |
| FlashGet                      | Có                           | Có       | Có                 | 50             | Có                           | Có               | Có                    | ?              | All downloads   | Có         | Không        | Có            | ?                 |
| Free Download Manager         | Có                           | Có       | Có                 | ?              | Có                           | Có               | Có                    | Có             | Có              | Có         | Có           | Có            | Có                |
| Fresh Download                | Có                           | Có       | Có                 | 1              | Không                        | Có               | Có                    | Không          | Có              | Không      | Có           | Không         | Có                |
| Getleft                       | Không                        | Có       | Không              | ?              | Không                        | Không            | Không                 | Không          | Không           | Không      | Không        | Không         | Không             |
| GetGo Download Manager        | Có                           | Có       | Có                 | Có             | Không                        | Không            | Có                    | Có             | Không           | Không      | Không        | Không         | Không             |
| GetRight                      | Có                           | Có       | Có                 | 16 ?           | Có                           | Có               | Có                    | Có             | Có              | Có         | Không        | Scripting     | Có                |
| iGetter                       | Có                           | Có       | Có                 | ?              | Có                           | Có               | Không                 | Không          | Có              | Có         | Có           | Không         | Không             |
| Internet Download Accelerator | Có                           | Có       | Có                 | ?              | Có                           | Có               | Có                    | Có             | Có              | Có         | Có           | Có            | Có                |
| Internet Download Manager     | Có                           | Có       | Có                 | ?              | ?                            | Có               | Có                    | Có             | Có              | Có         | Có           | ?             | ?                 |
| KGet                          | Konqueror Only               | Có       | Có                 | không giới hạn | Có                           | Có               | Có                    | Có             | Có              | Có         | Không        | Có            | Không             |
| Mass Downloader               | Có                           | Có       | Có                 | 1              | Không                        | Có               | Có                    | Có             | All downloads   | Có         | Có           | Không         | Không             |
| Metalink Checker              | Không                        | Có       | Có                 | 5              | Không                        | Không            | Không                 | Không          | Không           | Không      | Không        | Không         | Có                |
| MiniDM                        | Có                           | Có       | Có                 | không giới hạn | Không                        | Không            | Không                 | Không          | Không           | Có         | Không        | Có            | Có                |
| MLDonkey                      | Một phần                     | Có       | ?                  | không giới hạn | ?                            | Không            | Có                    | ?              | Không           | Không      | Không        | Không         | Có                |
| Net Transport                 | Có                           | Có       | Có                 | ?              | ?                            | ?                | Có                    | ?              | All downloads   | ?          | ?            | ?             | ?                 |
| Orbit Downloader              | Có                           | Có       | Có                 | 60             | Không                        | Có               | Có                    | Có             | Có              | Có         | Có           | Không         | Có                |
| ReGet                         | Có                           | Có       | Có                 | ?              | Searching server seems down? | Có               | Có                    | Có             | Có              | Có         | Có           | Có            | Không             |
| Retriever                     | Có                           | Có       | Có                 | không giới hạn | Không                        | Không            | Không                 | Có             | Không           | Không      | Không        | Không         | Có                |
| Shareaza                      | Internet Explorer only       | Có       | Có                 | không giới hạn | Có                           | Không            | Có                    | Không          | Có              | Có         | Có           | Có            | Có                |
| Speed Download                | Có                           | Có       | Có                 | ?              | Không                        | Không            | Có                    | ?              | ?               | ?          | ?            | ?             | Có                |
| TrueDownloader                | Có                           | Có       | Có                 | 1              | ?                            | ?                | ?                     | ?              | Có              | ?          | Có           | ?             | ?                 |
| UrlGfe                        | Không                        | Có       | Không              | 1              | Không                        | Không            | Có                    | Không          | Không           | Không      | Không        | Không         | Không             |
| wxDownload Fast               | Firefox Only                 | Có       | Có                 | 1-9            | Không                        | Có               | Không                 | Không          | Có              | Có         | Có           | Không         | Có                |
|                               | Tích hợp vào trình duyệt web | Resume   | tăng tốc tải xuống | URLs per file  | Mirror search                | Auto dial/hangup | Categorized downloads | Cookies import | Giới hạn tốc độ | Duyệt file | Xem trướcZIP | Hỗ trợ Add-on | Kiểm tra Checksum |